# جيري تاجارت
جيري تاجارت (بالإنجليزية: Gerry Taggart)‏ (18 أكتوبر 1970 ببلفاست في المملكة المتحدة - ) هو لاعب كرة قدم بريطاني في مركز الدفاع. شارك مع منتخب أيرلندا الشمالية لكرة القدم. أما مع النوادي، فقد لعب مع بولتون واندررز وستوك سيتي وليستر سيتي ومانشستر سيتي ونادي بارنسلي ونادي تاموورث.

## مسيرته الكروية
لعب جيري تاجارت خلال مسيرته الاحترافية مع 5 أندية في عشرون موسمًا وسجل خلالها 35 هدفًا ضمن 465 مباراة. ولم يفز بأي موسم بالكأس أو بالدوري.
خاض جيري تاجارت مسيرته مع نادي مانشستر سيتي في موسم 1988–89 ولمدة موسمين، مشاركًا في 12 مباراة سجل خلالها هدفًا واحدًا. ثم انتقل إلى نادي بارنسلي في موسم 1989–90 ليلعب معه ستة مواسم، حيث شارك في 212 مباراة سجل خلالها 16 هدفًا. لينتقل بعدها إلى نادي بولتون واندررز في موسم 1995–96 واستمر معه طيلة ثلاثة مواسم، مشاركًا في 69 مباراة سجل خلالها 4 أهداف. ثم انتقل إلى نادي ليستر سيتي في موسم 1998–99 ليلعب معه ستة مواسم، مشاركًا في 117 مباراة سجل خلالها 9 أهداف. هذا وانتقل لاحقًا إلى نادي ستوك سيتي في موسم 2003–04 واستمر معه طيلة ثلاثة مواسم، مشاركًا في 55 مباراة سجل خلالها 5 أهداف.

## وصلات خارجية
- جيري تاجارت على موقع الاتحاد الأوربي (الإنجليزية)
- جيري تاجارت على موقع قاعدة بيانات كرة القدم.إي يو (الإنجليزية)
- جيري تاجارت على موقع ناشيونال فوتبول تيمز (الإنجليزية)
- جيري تاجارت على موقع Soccerbase.com (لاعب) (الإنجليزية)
- جيري تاجارت على موقع عالم كرة القدم.نت (الإنجليزية)